# HAT-P-12 b
HAT-P-12 b — экзопланета, находящаяся на расстоянии приблизительно 465 световых лет и вращающаяся вокруг оранжевого карлика тринадцатой звёздной величины HAT-P-12, которая расположена в созвездии Гончих псов. Планета относится к классу горячих юпитеров и была открыта транзитным методом 29 апреля 2009 года в рамках проекта HATNet.